# Alacska
Alacska (hongrois : Alacska [ˈɒlɒt͡ʃkɒ]) est une localité hongroise située dans le comitat de Borsod-Abaúj-Zemplén.

## Histoire
Le plus ancien document conservé mentionnant le nom de la localité date d'environ 1280, dans le cadre d'un procès impliquant Izóth Haripáni, veuve de Zadur Alacskay. Cinquante ans plus tard, en 1330, le village apparaît dans le registre de la dîme papale.
Durant l'occupation ottomane, Alacska est restée habitée, ses habitants payant l'impôt à Fülek.
Du XIXe siècle au début du XXe siècle, la plus grande propriété foncière du village appartenait à la famille Miklósvári Miklós.
Au début du XXe siècle, Alacska faisait partie du district de Sajószentpéter, au sein du comitat de Borsod.
Lors du recensement de 1910, la localité comptait 820 habitants, dont 817 Hongrois. Sur le plan religieux, 97 étaient catholiques romains et 670 réformés.

## Population

### Minorités culturelles et religieuses
Lors du recensement de 2001, la totalité des habitants de la localité s'identifiait comme hongroise.
En 2011, 92,9 % des habitants se déclaraient Hongrois, tandis que 7,1 % n'ont pas répondu. La répartition religieuse était la suivante : 69,1 % de réformés, 8 % de catholiques romains, 1,4 % de gréco-catholiques et 10,3 % sans appartenance religieuse (9,7 % n'ont pas répondu).
En 2022, 91,6 % des habitants se déclaraient Hongrois, 0,2 % Allemands, 0,2 % Ruthènes et 2,4 % d'une autre nationalité étrangère (8,4 % n'ont pas répondu ; en raison des identités multiples, le total peut dépasser 100 %). Concernant la religion, 47,6 % étaient réformés, 7,5 % catholiques romains, 1,8 % gréco-catholiques, 0,6 % d'une autre confession chrétienne et 11,7 % sans appartenance religieuse (30,5 % n'ont pas répondu).

## Équipements

### Réseaux extra-urbains
La localité est un village en cul-de-sac, située au nord du massif du Bükk, à 4 km à l'ouest de Sajószentpéter. Elle est accessible par la route secondaire 25 129, qui bifurque vers le sud-ouest depuis la route principale 26 à Sajószentpéter. Aucune ligne ferroviaire ne dessert la localité.

## Patrimoine urbain
L'église réformée repose sur des fondations datant de l'époque arpadienne. Elle se distingue par son plafond à caissons en bois richement peint. En 2001, la congrégation réformée a offert un drapeau millénaire à la communauté réformée de Nemesradnót, en Slovaquie.
Le patrimoine architectural de la localité comprend également le château Miklósvári Miklós.
Un musée d'histoire locale permet de découvrir le passé de la région à travers diverses collections.

## Personnalités liées à la localité
József Gelei (1754-1838), écrivain et enseignant, fut le premier à traduire Robinson Crusoé en hongrois. Né à Alacska, il passa une partie de sa vie à Miskolc, où il s'éteignit.
L'ancienne mine à puits suspendu de Gyertyános-völgy appartenait autrefois à Kálmán Kandó, célèbre ingénieur hongrois.
Miklós Ödön Miklósvári (1856-1923), homme politique, occupa le poste de secrétaire d'État à l'agriculture et fut membre de la Chambre des magnats.
Judit Ábrahám Pappné (1978-2010), sous-lieutenant honoraire de l'armée hongroise, servait au sein du Groupe de reconstruction provinciale en Afghanistan. Elle perdit la vie lors d'une attaque survenue le 23 août 2010 à Pol-e Homri, dans la province de Baghlan.